# 忠綱寺
忠綱寺（ちゅうこうじ）は、東京都台東区にある真宗大谷派の寺院。

## 歴史
1626年（寛永3年）、渡辺忠綱の開基である。忠綱の領地を継承した弟の渡辺吉綱が兄の菩提を弔うために寺を創建した。これが当寺の起源である。「渡邉院忠綱寺」という院号・寺号も忠綱に由来する。
後に吉綱は兄の所領「武蔵比企」を継ぎ石高の加増により、丹後守吉綱として大名に列している。当寺には2代方綱以降の多くの伯太渡辺家当主の墓がある。
当寺の本尊は阿弥陀如来である。三河国にあった了善寺（現在は埼玉県東松山市に移転）にあったものを移したものである。恵心僧都源信の作といわれている。
建立後、駿河台の地が大火に遭い伽藍を焼失、寛永6年8月17日、池之端に移転し今日に至る。

## 墓地
- 伯太藩主渡辺氏代々
- 樋口逸斎 - 書家
- 古今亭今輔 (4代目)
- 栗原筑前守信秀 - 刀匠

## 交通アクセス
- 根津駅より徒歩1分（経路案内）